# Plistospilota maxima
Plistospilota maxima är en bönsyrseart som beskrevs av Giglio-tos 1917. Plistospilota maxima ingår i släktet Plistospilota och familjen Mantidae. Inga underarter finns listade i Catalogue of Life.